# Love in the Ghetto (film 1912)
Love in the Ghetto è un cortometraggio muto del 1912 diretto da Hal Reid. Prodotto dalla Vitagraph, aveva come interpreti Ralph Ince, Rosemary Theby e Tom Powers.

## Produzione
Il film fu prodotto dalla Vitagraph Company of America.

## Distribuzione
Distribuito dalla General Film Company, il film - un cortometraggio in una bobina - uscì nelle sale cinematografiche statunitensi il 13 maggio 1912.